# Exochomus californicus
Exochomus californicus – gatunek chrząszcza z rodziny biedronkowatych i podrodziny Coccinellinae.
Gatunek ten opisany został po raz pierwszy w 1899 roku przez Thomasa Lincolna Caseya na łamach „Journal of the New York Entomological Society”. Jako miejsce typowe wskazano hrabstwo Alameda w stanie Kalifornia.
Chrząszcz o owalnym, niezbyt mocno wysklepionym ciele długości od 3,5 do 4 mm i szerokości od 2,9 do 3,2 mm. Wierzch ciała jest nagi, gładki, błyszczącym, punktowany w sposób ledwo dostrzegalny. Barwa głowy jest czarna. Czułki buduje dziesięć członów, z których trzy ostatnie formują buławkę. Przedplecze jest czarne, ma lekko odgięte brzegi boczne i delikatnie obrzeżoną krawędź nasadową. Pokrywy mają kolor czarny do brązowego z żółtym do pomarańczowego wzorem obejmującym parę prostokątnych łatek na barkach i parę plamek przedwierzchołkowych w pobliżu wierzchołków; łaty barkowe bywają wydłużone wzdłuż brzegów, niekiedy osiągając wierzchołkową ⅓ pokryw. Podgięcia pokryw bardzo słabo opadają dozewnętrznie, nachylone są ukośnie. Odnóża mają tęgie uda, smukłe golenie i prawie kwadratowy ząbek u podstawy pazurków. Samiec ma sześć widocznych sternitów odwłoka (wentrytów) i niesymetryczny płat nasadowy genitaliów. Samica ma pięć widocznych wentrytów, długi przewód nasienny i zaopatrzone w infundibulum genitalia.
Owad nearktyczny, endemiczny dla zachodniej części Stanów Zjednoczonych. Rozmieszczony jest od południowo-zachodniego Waszyngtonu przez zachodni Oregon po północ Kalifornii. Z Montany podawany był przypuszczalnie na podstawie błędnego oznaczenia.